# New York (Bundesstaat)
New York (standardsprachlich (AE) [nuːˈjɔɹk], regional auch [nuːˈjɔə̯k] oder [nɪˈjɔə̯k]; BE: [ˈnjuːˈjɔːk]) ist ein Bundesstaat im Nordosten der Vereinigten Staaten von Amerika und Teil der Mittelatlantikstaaten. Um Verwechslungen mit der Stadt New York City zu vermeiden, wird er auch als New York State bezeichnet. Er grenzt im Osten an die Region Neuengland mit den Staaten Vermont, Massachusetts und Connecticut, im Norden an die kanadischen Provinzen Ontario und Quebec, und im Süden an Pennsylvania und New Jersey. Sein Territorium erstreckt sich sowohl bis zum Atlantischen Ozean als auch bis zu den Großen Seen. Mit fast 20 Millionen Einwohnern ist New York der viertbevölkerungsreichste US-Bundesstaat hinter Kalifornien, Texas und Florida, und mit 141.300 km² der flächenmäßig 27. größte Bundesstaat.
Die Hauptstadt des Bundesstaates, der den Beinamen Empire State (Imperiums-Staat) trägt, ist Albany; die größte und namensgebende Stadt ist die Weltmetropole und größte US-Stadt New York City mit rund 8 Millionen Einwohnern, die eine entsprechend dominante Rolle einnimmt.
New York wird in zwei Regionen, namens Upstate und Downstate eingeteilt, die sich in vielerlei Hinsicht stark voneinander unterscheiden und nur durch einen relativ engen Korridor entlang des Hudson Rivers miteinander verbunden sind. Der südöstliche Teil des Bundesstaates (Downstate) umfasst New York City, Long Island, auf der etwa 40 % der Bevölkerung des Bundesstaates leben und die bevölkerungsreichste Insel des Landes ist; sowie die Städte, Vororte und wohlhabenden Enklaven des unteren Hudson Valley. Diese Gebiete bilden das Zentrum des weitläufigen Großraums New York und machen etwa zwei Drittel der Bevölkerung des Bundesstaates aus. Der größere Upstate-Bereich erstreckt sich von den Großen Seen bis zum Lake Champlain und umfasst die Adirondack Mountains und die Catskill Mountains als Teil der Appalachen. Das von Ost nach West verlaufende Mohawk River Valley teilt die bergigeren Regionen des Upstate in zwei Hälften und mündet in das von Norden nach Süden verlaufende Hudson River Valley in der Nähe der Hauptstadt Albany. West-New York, Heimat der Städte Buffalo und Rochester, ist Teil der Region der Großen Seen und grenzt an den Ontariosee und den Eriesee, die an der Grenze zu Kanada über die Niagarafälle bzw. den Niagara River miteinander verbunden sind. Zentral-New York wird von der Stadt Syracuse und der Finger Lakes-Region geprägt, die ein beliebtes Touristenziel darstellt. Im Süden, entlang der Staatsgrenze zu Pennsylvania, liegt die Southern Tier-Region auf dem Allegheny-Plateau, das zu den nördlichsten Ausläufern der Appalachen gehört.
New York war eine der ursprünglichen Dreizehn Kolonien, aus denen später die Vereinigten Staaten hervorgingen. Das Gebiet des heutigen New York war bereits seit mehreren tausend Jahren von Stämmen der Algonkin und der Irokesen-Konföderation bewohnt, als die ersten Europäer dort ankamen. Ausgehend von Henry Hudsons Expedition im Jahr 1609 gründeten die Niederländer 1621 die multiethnische Kolonie Neu-Niederlande. England eroberte die Kolonie 1664 von den Niederländern und benannte sie in Provinz New York um. Während des Amerikanischen Unabhängigkeitskrieges gelang es einer Gruppe von Kolonisten schließlich, die Unabhängigkeit zu erlangen, und der Staat ratifizierte 1788 die damals neue Verfassung der Vereinigten Staaten. Ab dem frühen 19. Jahrhundert verschaffte die Erschließung des Landesinneren New Yorks, beginnend mit dem Bau des Erie-Kanals, dem Staat unvergleichliche Vorteile gegenüber anderen Regionen der Vereinigten Staaten. Der Staat baute im Laufe des nächsten Jahrhunderts seine politische, kulturelle und wirtschaftliche Vormachtstellung aus und erhielt so den Beinamen „Empire State“. Obwohl die Deindustrialisierung in der zweiten Hälfte des 20. Jahrhunderts einen Teil der Wirtschaft des Staates untergrub, gilt New York auch im 21. Jahrhundert weiterhin als globaler Knotenpunkt für Kreativität und Unternehmertum, soziale Toleranz und ökologische Nachhaltigkeit. Der Aufstieg New York Citys zur Weltmetropole brachte dem gesamten Bundesstaat die wichtige Rolle, die er heute für das ganze Land spielt. Bekannte Unternehmen mit Sitz in New York State sind u. a. JPMorgan Chase, die größte Bank der USA, der Medienkonzern NBCUniversal, der Technologiekonzern IBM, der Pharmakonzern Pfizer oder der Getränkehersteller PepsiCo.
Der Bundesstaat zieht Besucher aus aller Welt an und verzeichnete 2022 die höchste Besucherzahl aller US-Bundesstaaten. Viele seiner Sehenswürdigkeiten sind weithin bekannt, darunter vier der zehn meistbesuchten Touristenattraktionen der Welt im Jahr 2013: Times Square, Central Park, Niagarafälle und Grand Central Terminal. In New York gibt es etwa 200 Colleges und Universitäten, darunter die Ivy-League-Mitglieder Columbia University und Cornell University sowie die weitläufige State University of New York, die zu den größten Universitätssystemen des Landes gehört. New York City ist Sitz der Vereinten Nationen, der größten Wertpapierbörse der Welt (NYSE) und wird manchmal als die wichtigste Stadt oder gar inoffizielle „Hauptstadt“ der Welt bezeichnet, da sie wie kaum eine andere Stadt wirtschaftliche, politische und kulturelle Bedeutung auf sich vereint und das Aushängeschild der größten Volkswirtschaft und Militärmacht der Welt ist. Der Staat New York hingegen hat allgemein nicht die Strahlkraft, wie sie andere Bundesstaaten wie etwa Kalifornien oder Texas haben, die über ihre Metropolen hinaus ein gewisses Image verkörpern.

## Geographie
New York grenzt im Süden an Pennsylvania und New Jersey, im Osten an Massachusetts, Connecticut und Vermont sowie im Norden und Nordwesten an die kanadischen Provinzen Québec und Ontario. New York hat zudem eine Seegrenze mit Rhode Island. Der Bundesstaat erstreckt sich auf einer Fläche von etwas mehr als 141.000 km² und nimmt damit nach Fläche den 27. Platz der US-Bundesstaaten ein.

### Relief
Der Bundesstaat New York ist von den Nordausläufern der Appalachen geprägt. Die durchschnittliche Höhe über dem Meeresspiegel liegt zwischen 300 und 1000 m. Im Norden befinden sich die Adirondacks mit dem Mount Marcy, dem mit 1629 m höchsten Berg des Staats.
Im Norden grenzt der Staat an den Eriesee und den Ontariosee sowie an den Sankt-Lorenz-Strom; dort befinden sich kleinere Tiefländer. Im Südosten befinden sich das Tal des Hudson River sowie Long Island, eine ca. 200 km lange und 20 bis 30 km breite Insel, auf der große Teile von New York City liegen.

### Geologie
Die Appalachen, die den größten Teil des Staates einnehmen, sind ein Faltengebirge. Die im Bundesstaat liegenden Gebirgszüge gehören zum nördlichen Teil der Appalachen, sind somit rund 500 Millionen Jahre alt und gehören zu den Gebirgen, die durch die kaledonische Gebirgsbildung entstanden. Durch dieses hohe Alter wurde allerdings schon sehr viel Material abgetragen. Dies erklärt die relativ geringe Höhe, die die Appalachen im Vergleich zu anderen Faltengebirgen besitzen. Die Tiefländer sowie Long Island sind geologische Tafeln.

### Boden
Die Böden (v. a. Schwarzerde) sind denen in Mitteleuropa sehr ähnlich und relativ fruchtbar, jedoch trotzdem eher geringwertig. Je höher es in den Appalachen wird, desto felsiger und damit unfruchtbarer werden die Böden. Es gibt keine umfangreichen Bodenschatzvorkommen, sondern lediglich kleine Vorkommen an Eisenerzen, Steinsalz und Erdöl/Erdgas sowie Blei und Zink.

### Klima
Im gesamten Bundesstaat New York herrscht ein gemäßigtes Klima. Die Durchschnittstemperatur liegt an der Küste bei etwa 12 °C. Die Temperatur beträgt im Winter (Dezember–März) um 0 °C und im Sommer (Juni–September) ca. 25–30 °C. Der Unterschied ist mit bis zu 30 °C für eine Küstenregion relativ hoch. Die hohen Temperaturen im Sommer erklären sich durch die relativ südliche Lage (ca. 42° n. B.). Die kühlen Temperaturen des Winters resultieren aus Einflüssen der Appalachen. Die Jahresniederschlagsmenge beträgt ungefähr 1000 mm, der Niederschlag verteilt sich gleichmäßig auf das ganze Jahr.
In den Appalachen dagegen sind die Temperaturen aufgrund der Höhe geringer, und es fällt weniger Niederschlag. In den Wintermonaten liegt die Durchschnittstemperatur bei bis zu −10 °C, im Sommer bei ca. 20 °C. Die Niederschlagsmenge ist um 200 bis 300 mm geringer als an der Küste, verteilt sich aber dennoch gleichmäßig. Im Nordwesten des Bundesstaates, an den Seen und am Sankt-Lorenz-Strom, unterscheidet sich das Klima kaum von dem der Appalachen, außer dass es aufgrund der geringeren Höhe etwas milder ist.

### Gewässer

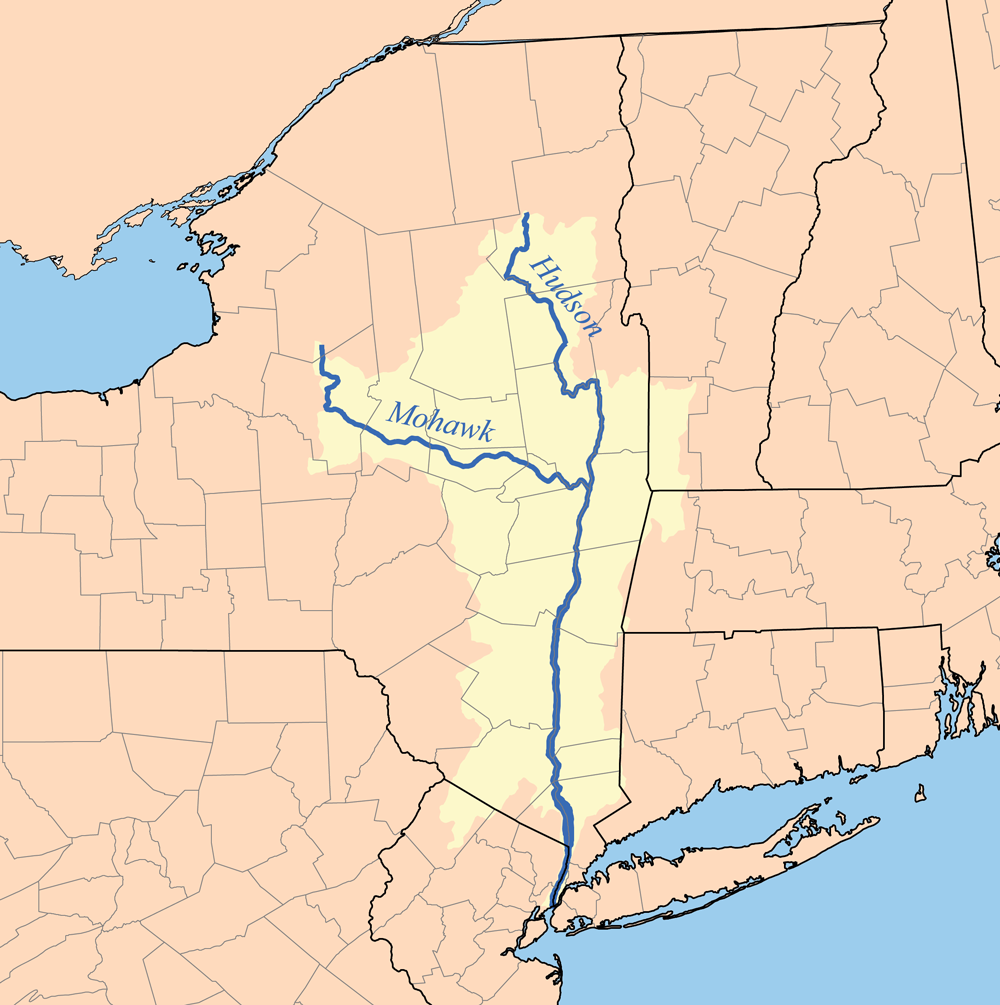
Verlauf des Hudson Rivers, bzw. des Mohawk Rivers

Der bedeutendste Fluss ist der Hudson River, der im Norden des Staates entspringt. Er besitzt zahlreiche kleinere Zuflüsse (z. B. Mohawk River), die ebenfalls in den Appalachen entspringen. Weitere bedeutende Flüsse sind der Sankt-Lorenz-Strom, der einen Teil der Grenze zu Ontario bildet, der Susquehanna River und der Delaware River.
Der Staat liegt am Eriesee im Westen und am Ontariosee im Nordwesten. Außerdem gibt es etliche kleine und mittelgroße Seen (z. B. die Finger Lakes mit dem Seneca Lake, Cayuga Lake und Oneida Lake, den Lake George sowie den Lake Champlain, der im Nordosten die Grenze zum Bundesstaat Vermont bildet), dazu viele Wasserfälle (z. B. die Niagarafälle oder die Taughannock Falls).

### Vegetation
Ein Großteil der Fläche des Bundesstaates wird von sommergrünen Laubmischwäldern und Grünland bedeckt, in höheren Lagen der Appalachen überwiegen die Laubmischwälder.

### Gliederung
- Liste der Countys in New York

### Größte Städte

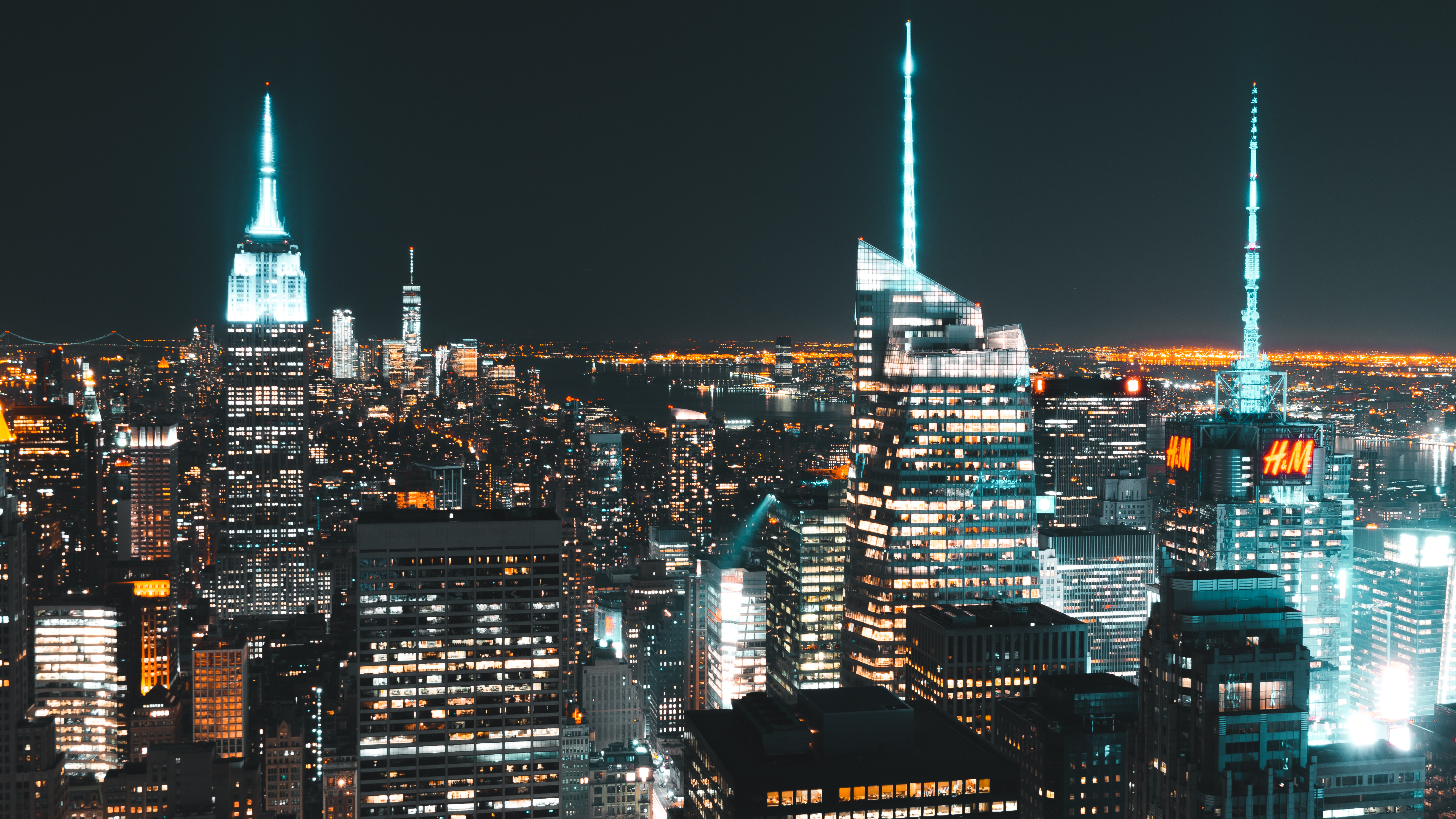
Skyline von Manhattan in der Nacht

| Ort           |               |  |           | Einwohner |
| New York City | New York City |  | 8.804.190 | 8.804.190 |
| Buffalo       | Buffalo       |  | 278.349   | 278.349   |
| Yonkers       | Yonkers       |  | 211.569   | 211.569   |
| Rochester     | Rochester     |  | 211.328   | 211.328   |
| Syracuse      | Syracuse      |  | 148.620   | 148.620   |
| Albany        | Albany        |  | 99.224    | 99.224    |
| New Rochelle  | New Rochelle  |  | 79.726    | 79.726    |
| Mount Vernon  | Mount Vernon  |  | 73.893    | 73.893    |
| Schenectady   | Schenectady   |  | 67.047    | 67.047    |
| Utica         | Utica         |  | 65.283    | 65.283    |
| Census 2020   |               |  |           |           |

## Bevölkerung

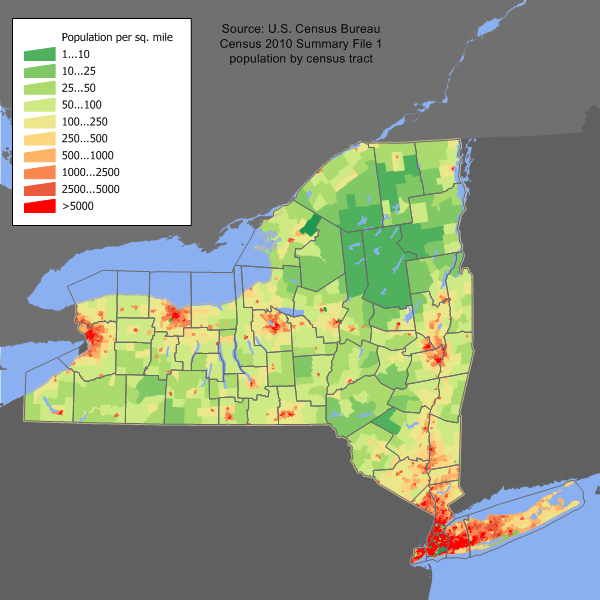
Karte der Bevölkerungsdichte New Yorks

New York hat 20.215.751 Einwohner (Stand: Zensus 2020). Davon waren laut dem 2010 Zensus 57,2 % Weiße, 17,5 % Afroamerikaner, 18,4 % Mittel- bzw. Lateinamerikaner, 8,2 % Asiaten, 1,0 % Indianer.

### Alters- und Geschlechtsstruktur
Die Altersstruktur von New York setzt sich folgendermaßen zusammen (Stand: Census 2010):
- bis 18 Jahre: 4.185.670 (21,6 %)
- 18 bis 64 Jahre: 12.401.985 (64 %)
- ab 65 Jahre: 2.790.447 (14,4 %)

Das Medianalter beträgt 38 Jahre. 48,5 % der Bevölkerung sind männlich und 51,5 % weiblich.

### Abstammung
12,8 % der Einwohner sind italienischer Abstammung und stellen damit die größte Gruppe dar. Es folgen die Gruppen der Irisch- (11,6 %), Deutsch- (10,0 %), Englisch- (5,0 %) und Polnischstämmigen (4,6 %) (Stand 2014).

### Religionen
Die mitgliederstärksten Religionsgemeinschaften im Jahr 2000 waren die römisch-katholische Kirche mit 7.550.491, die United Methodist Church mit 403.362, die American Baptist Churches USA mit 203.297 und die anglikanische Episcopal Church mit 201.797 Anhängern. Darüber hinaus waren 1.653.870 Einwohner jüdischen und 223.968 Einwohner islamischen Glaubens.

## Wirtschaft
BIP des Staates New York 2016: ca. 1.487 Mrd. US-Dollar (Anteil am Gesamt-BIP der USA: 8,1 %)
BiP des Staates New York pro Kopf 2016: 75 360 US-Dollar (US-Durchschnitt 57 118 US-Dollar)
Wirtschaftswachstum (2014): 2,5 % (US-Durchschnitt: 2,2 %)
Arbeitslosenquote (November 2017): 4,7 % (Landesdurchschnitt: 4,1 %)

### Wirtschaftszweige
Insgesamt ist der Wirtschaftsraum New York vom sekundären (Industrie) und tertiären (Dienstleistungen) Wirtschaftssektor geprägt. Die (gemischte und traditionelle) Landwirtschaft sowie der Fischfang spielen eine relativ geringe Rolle. Obst (v. a. Äpfel, Erdbeeren und Kirschen) wird am Hudson und am Ontariosee angebaut, in der Gegend um Rochester auch kleinere Mengen an Weizen. Ebenso gibt es kleine Weinanbaugebiete. Es wird außerdem in den hügeligeren Gebieten Viehzucht betrieben. Der Bundesstaat New York gehört deshalb zu den größten Milchproduzenten der USA. Die landwirtschaftlichen Betriebe sind klein, das im Mittelwesten und Süden der USA verbreitete „Agrobusiness“ ist hier nicht vorhanden, weil die Flächen relativ klein sind. Die ebenfalls zum primären Sektor zählende Rohstoffgewinnung wird vorwiegend im Norden des Bundesstaates betrieben. An einigen wenigen Orten werden Eisenerze und Stahlveredler abgebaut, ebenso wie Steinsalze (in der Region um Rochester) sowie geringe Mengen an Erdöl und Erdgas im Südwesten. Die Industrie spielt in den mittelgroßen Städten (Buffalo, Rochester, Albany) eine große Rolle, der gesamte Bundesstaat New York gehört zum Manufacturing Belt. Die wichtigsten Industriezweige sind der Maschinen- bzw. Fahrzeugbau sowie die Elektrotechnik. Grundlage dafür ist die Eisen- und Stahlerzeugung, die vorrangig in und um Buffalo betrieben wird.

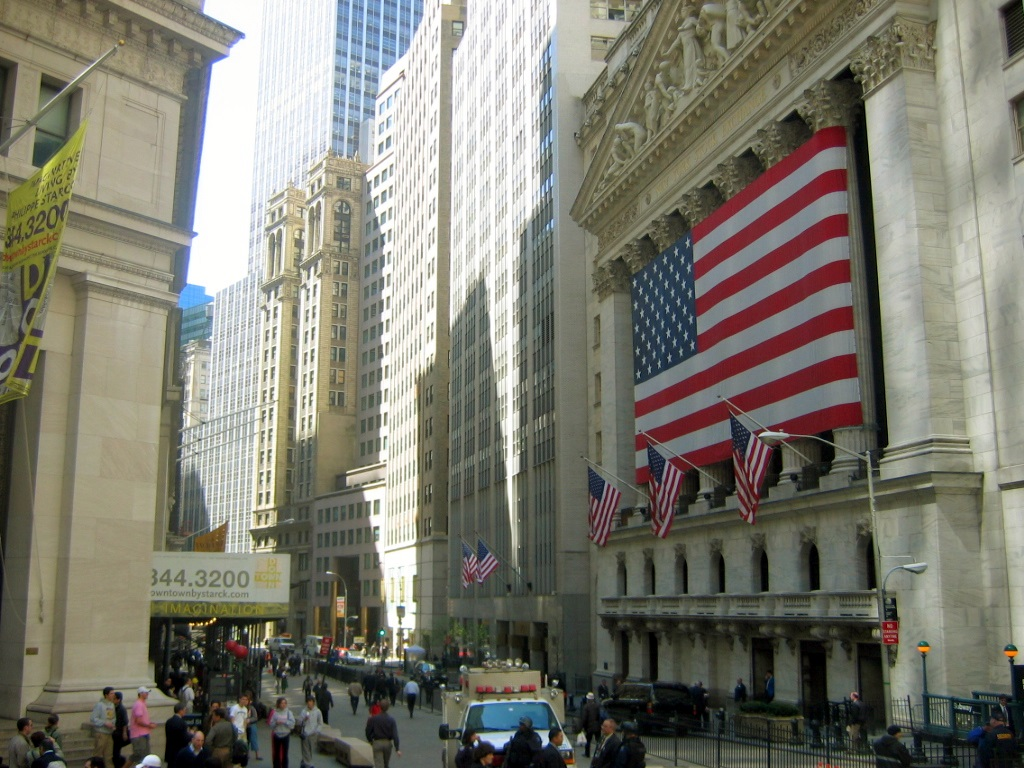
New York Stock Exchange

Elektrotechnik und das Druckgewerbe gehören zu den wichtigsten Industriezweigen in der Region um New York City. Dennoch nimmt diese Region eine Ausnahmestellung ein, denn die Dienstleistung ist hier der mit Abstand wichtigste Wirtschaftszweig. Zahlreiche Unternehmen der High-Tech-Industrie (z. B. IBM), des Banken- und Finanzwesens (z. B. Goldman Sachs, JP Morgan) sowie einflussreiche Zeitungen (z. B. The New York Times, The Wall Street Journal) und Fernsehsender (z. B. NBC, HBO) haben ihren Sitz in New York City, ebenso die weltweit wichtigste Börse (New York Stock Exchange). Außerdem befinden sich in New York City zahlreiche bedeutende wissenschaftliche (z. B. New York University, Columbia University) und kulturelle (z. B. Metropolitan Opera, Museum of Modern Art) Einrichtungen auf engstem Raum.

### Infrastruktur
Die Infrastruktur ist im Bundesstaat New York gut ausgebaut, verantwortlich für Planung, Bau und Wartung ist neben weiteren Behörden insbesondere das New York State Department of Transportation. Mehrere Highways verbinden New York City mit den Städten an den Großen Seen sowie mit den anderen Bundesstaaten, vor allem New Jersey, in dem viele Menschen wohnen, die in New York City arbeiten. Nur im Südwesten des Bundesstaates ist das Straßennetz sehr weitmaschig, allerdings besteht dort aufgrund der geringen Bevölkerungsdichte kaum Bedarf.
Personenfernverkehr mit der Eisenbahn innerhalb New Yorks gibt es nur mit dem sogenannten Empire Service, der die Hauptstrecke New York – Albany täglich mit zwölf Zugpaaren befährt, von denen drei nach Niagara Falls weiterfahren, und eines davon nach Toronto; zudem gibt es einmal täglich in Buffalo eine Umsteigeverbindung nach Chicago. Zwei Zugpaare verkehren täglich zwischen New York und Glens Falls, von denen eines nach Montreal weiterfährt. In New York City gibt es ausgezeichnete Verbindungen auf der relativ gut ausgebauten Amtrak Acela Strecke Boston – NYC – Philadelphia – Baltimore – Washington, D.C., von deren jeweiligen Endpunkte der Rest der Ostküste erreicht werden kann.
Eher untypisch für die USA ist dagegen das weit verzweigte und viel genutzte Subway- und Regionalbahn-Netz der Stadt New York. Dieses Netz entlastet die Straßen, die ohnehin häufig große Staus aufweisen.
New York City besitzt mit dem J. F. Kennedy Airport (vorwiegend für Auslandsflüge) den dreizehntgrößten Flughafen der Welt (41,9 Mio. Passagiere im Jahr 2005; sechstgrößter Flughafen der USA). Ein weiterer Flughafen ist der La Guardia Airport, der hauptsächlich für Inlandsflüge genutzt wird. Dort wurden im Jahr 2006 gut 25 Mio. Passagiere abgefertigt. Weitere Flughäfen befinden sich in Albany, in Rochester, in Buffalo (Buffalo Niagara International Airport und Buffalo Municipal Airport) und in Syracuse, also in jeder größeren Stadt.
Der Hafen von New York ist der größte Seehafen an der US-Ostküste. Der Containerumschlag hat vor allem am Standort Newark (NJ) der Port Authority of New York and New Jersey enorm zugenommen.
Ein wichtiger Binnenhafen ist der der Stadt Buffalo. Hier werden vorwiegend Ausgangsstoffe für die im Bundesstaat New York ansässigen Industrien, wie z. B. Kohle, Eisenerze und Stahl, angeliefert. Hier mündet ebenfalls der Eriekanal, der den Eriesee über den Hudson mit dem Atlantischen Ozean verbindet.
Wie in den gesamten USA haben auch im Bundesstaat New York nicht alle Einwohner Zugang zu sauberem Trinkwasser: Bleirohre in der örtlichen Wasserversorgung sind noch relativ weit verbreitet; Trinkwasser enthält oft auch in größeren Städten relativ hohe Restbestände von Düngemitteln und industriellen Chemikalien; und auf dem Land sind viele Familien immer noch auf ihre eigens gebohrten Grundwasserbrunnen angewiesen, die oft nicht sehr sauberes Wasser liefern.
Das Telekommunikationsnetz (inklusive Internet) ist relativ gut ausgebaut, jedoch gibt es Lücken in den weniger dicht besiedelten Teilen des Staates, und wie in den gesamten USA sind die Internetverbindungen im Vergleich zu den meisten fortgeschrittenen Nationen relativ langsam und teuer.
Die Stromversorgung ist sehr gut, jedoch sind auch diese Versorgungsnetze stark renovierungsbedürftig, was immer wieder zu Stromausfällen durch Stürme führt. 2019 wurde 27 % des Stroms von erneuerbaren Energien bezogen, und hiervon 88 % von Wasserkraft. New Yorks 2020 erlassene Clean Energy Standard Verordnung schreibt vor, dass im Jahr 2030 erneuerbare Energien 70 % zur Stromerzeugung beitragen sollen, und dass dies bis 2040 auf 100 % anwachsen soll.
New Yorks letztes Kohlekraftwerk wurde Anfang 2020 geschlossen, und seitdem wird der größte Anteil durch Erdgas und zwei Kernkraftwerke mit mehreren Kernreaktoren gewonnen.
- Kernkraftwerk Fitzpatrick. Baubeginn 1970, ein Siedewasserreaktor, 852 MW (netto)
- Kernkraftwerk Nine Mile Point Projektbeginn 1963, zwei Siedewasserreaktoren, zusammen 1756 MW (netto)

Das Kernkraftwerk Indian Point in Buchanan, etwa 55 km nördlich von New York City – zwei Druckwasserreaktoren, Baubeginn 1966 und 1969, 1020 und 1025 MW (netto) – wurde am 30. April 2021 abgeschaltet.

## Geschichte

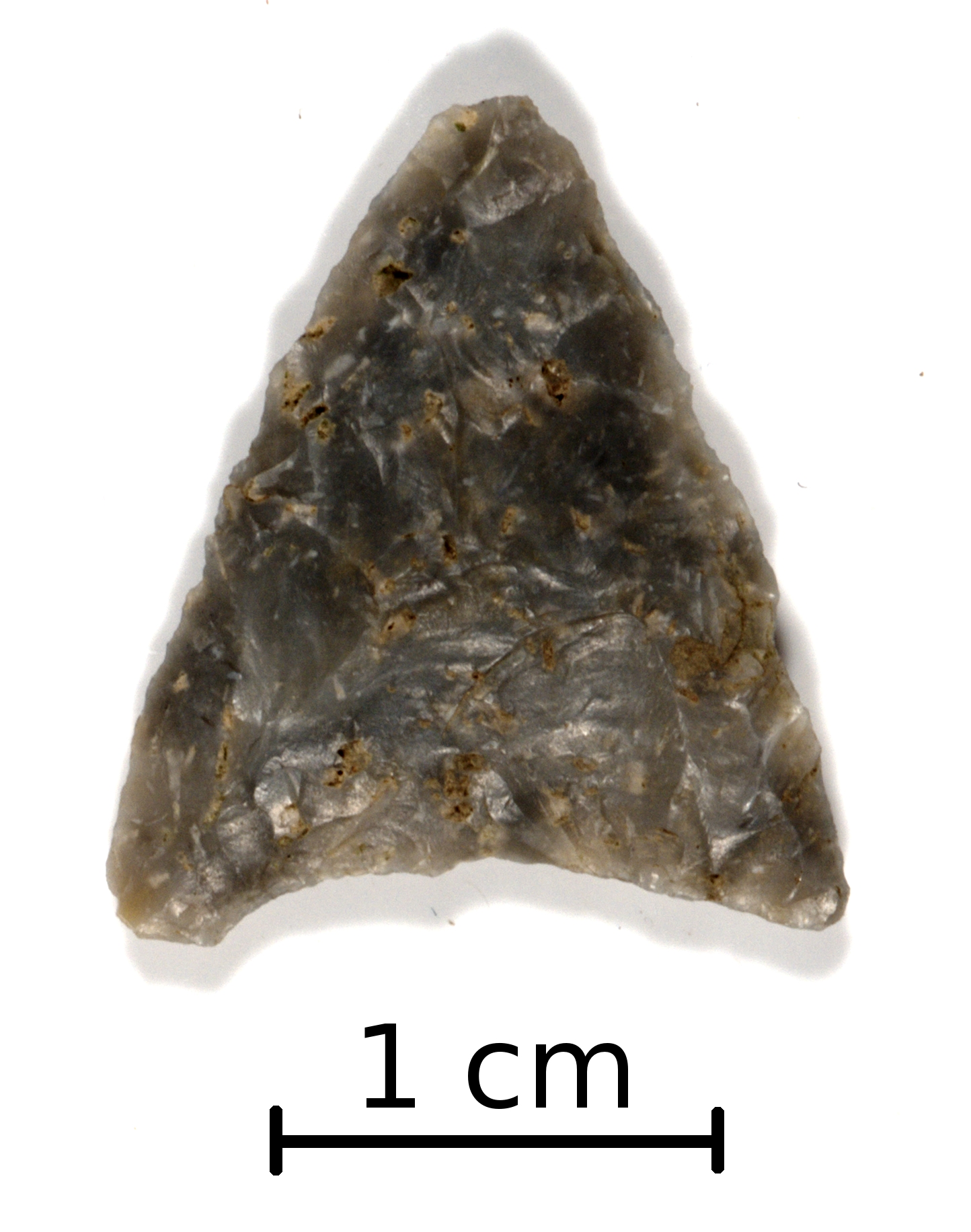
Eine Pfeilspitze des Typs Levanna projectile point aus dem Cayuga County, wie sie von etwa 700 bis 1350 in Gebrauch waren. Dieser Typus ist relativ selten; sehr viel häufiger sind Jack’s Reef Corner Notched oder Jack’s Reef Pentagonal.

Die meisten Indianer auf dem Gebiet des heutigen Bundesstaats wurden während der europäischen Kolonisierung Amerikas vertrieben. So gingen viele Lenni Lenape nach Oklahoma, Mohican und Munsee nach Wisconsin, die Abenaki sind zwar in Kanada anerkannt, jedoch nicht in New York. Die Mohegan nation mit ihren Einzelstämmen, den Shinnecock, Pequot und Narraganset, blieben in der Region, doch ist ihre Zahl gering. So erinnert vor allem das Mashantucket Pequot Museum and Research Center in Connecticut an die Indianer von New York. Einzig die Irokesen leben zu einem großen Teil noch heute im Bundesstaat New York.
Die 1621 gegründete niederländische Kolonie Nieuw Nederland wurde 1664 durch die englische Krone annektiert und in die Province of New Jersey und New York geteilt. Benannt wurde New York nach dem Duke of York, dem späteren König Jakob II., der die Kolonie von seinem Bruder, König Karl II., geschenkt erhielt. 1667 traten die Niederlande im Frieden von Breda Nieuw Nederland an England ab. Die Abtretung wurde nach zeitweiliger Besetzung der Stadt New York durch eine niederländische Flotte 1674 im Frieden von Westminster bestätigt. Bis in die zweite Hälfte des 18. Jahrhunderts, noch 100 Jahre, nachdem die Kolonie Nieuw Nederland den Briten zugefallen war, sprachen die Siedler im Hudson-Tal nach wie vor durchweg niederländisch.
1685 wurde New York Kronkolonie und drei Jahre später, 1688, Teil des kurzlebigen Dominions Neu-England. Als 1689 die Nachricht von der Glorreichen Revolution die Kolonien erreichte, brachen Wirren aus, in denen der Deutsch-Amerikaner Jakob Leisler eine führende Rolle spielte. Erneut in Kraft gesetzt wurde die Kolonialverfassung der Provinz New York nach Ankunft eines neuen Gouverneurs 1691.
Als eine der Dreizehn Kolonien trat New York 1788 als elfter Staat der amerikanischen Union bei. Die Stadt New York City wurde 1789 die erste Hauptstadt der USA. Die Kolonie und der Staat New York wurden in der zweiten Hälfte des 18. und im ersten Drittel des 19. Jahrhunderts im Wesentlichen von drei Clans beherrscht, die auch über den größten Grundbesitz verfügten: den schottischstämmigen Livingstons um Robert R. Livingston, dem Familienclan um George Clinton und seinen Neffen DeWitt Clinton sowie der niederländischstämmigen Familie Schuyler, beginnend mit dem Gouverneur Pieter Schuyler (1657–1724), zu der auch General und Senator Philip Schuyler zählte. Auch die Van Rensselaer verfügten über großen Grundbesitz.
Der Transport im Westen von New York erfolgte mit teuren Wagen auf schlammigen Straßen, bevor Kanäle das reiche Ackerland für den Fernverkehr öffneten. Gouverneur DeWitt Clinton förderte den Eriekanal, der New York City über den Hudson River, den neuen Kanal und die Flüsse und Seen mit den Großen Seen verband. Die Arbeiten begannen 1817, und der Erie-Kanal wurde 1825 eröffnet. Packboote, die von Pferden auf Treidelpfaden gezogen wurden, fuhren langsam über den Kanal und beförderten Passagiere und Fracht.[72] Landwirtschaftliche Produkte kamen aus dem Mittleren Westen, und fertige Waren wanderten nach Westen. Es war ein technisches Wunderwerk, das weite Teile New Yorks für Handel und Siedlungen erschloss. Es ermöglichte Hafenstädten der Great Lakes wie Buffalo und Rochester zu wachsen und zu gedeihen. Es verband auch die aufkeimende landwirtschaftliche Produktion des Mittleren Westens und die Schifffahrt auf den Großen Seen mit dem Hafen von New York City. Durch die Verbesserung des Transports ermöglichte es eine zusätzliche Bevölkerungsmigration in Gebiete westlich von New York. Nach 1850 wurde der Kanal weitgehend durch Eisenbahnen ersetzt.[73]
New York City war ein wichtiger Seehafen und hatte einen umfangreichen Verkehr, der Baumwolle aus dem Süden importierte und Produktionsgüter exportierte. Fast die Hälfte der Exporte des Staates entfiel auf Baumwolle. Südliche Baumwollfabrikanten, Pflanzer und Bankiers besuchten sie so oft, dass sie Lieblingshotels hatten.[74] Gleichzeitig war der Aktivismus für den Abolitionismus im Hinterland stark, wo einige Gemeinden Haltestellen für die U-Bahn anboten. Upstate und New York City haben den amerikanischen Bürgerkrieg in Bezug auf Finanzen, freiwillige Soldaten und Vorräte stark unterstützt. Der Staat stellte den Unionsarmeen mehr als 370.000 Soldaten zur Verfügung. Über 53.000 New Yorker starben im Dienst, ungefähr jeder siebte, der diente. Die irischen Einberufungsaufstände im Jahr 1862 waren jedoch eine erhebliche Verlegenheit.

## Politik

### Gouverneur und Staatsregierung

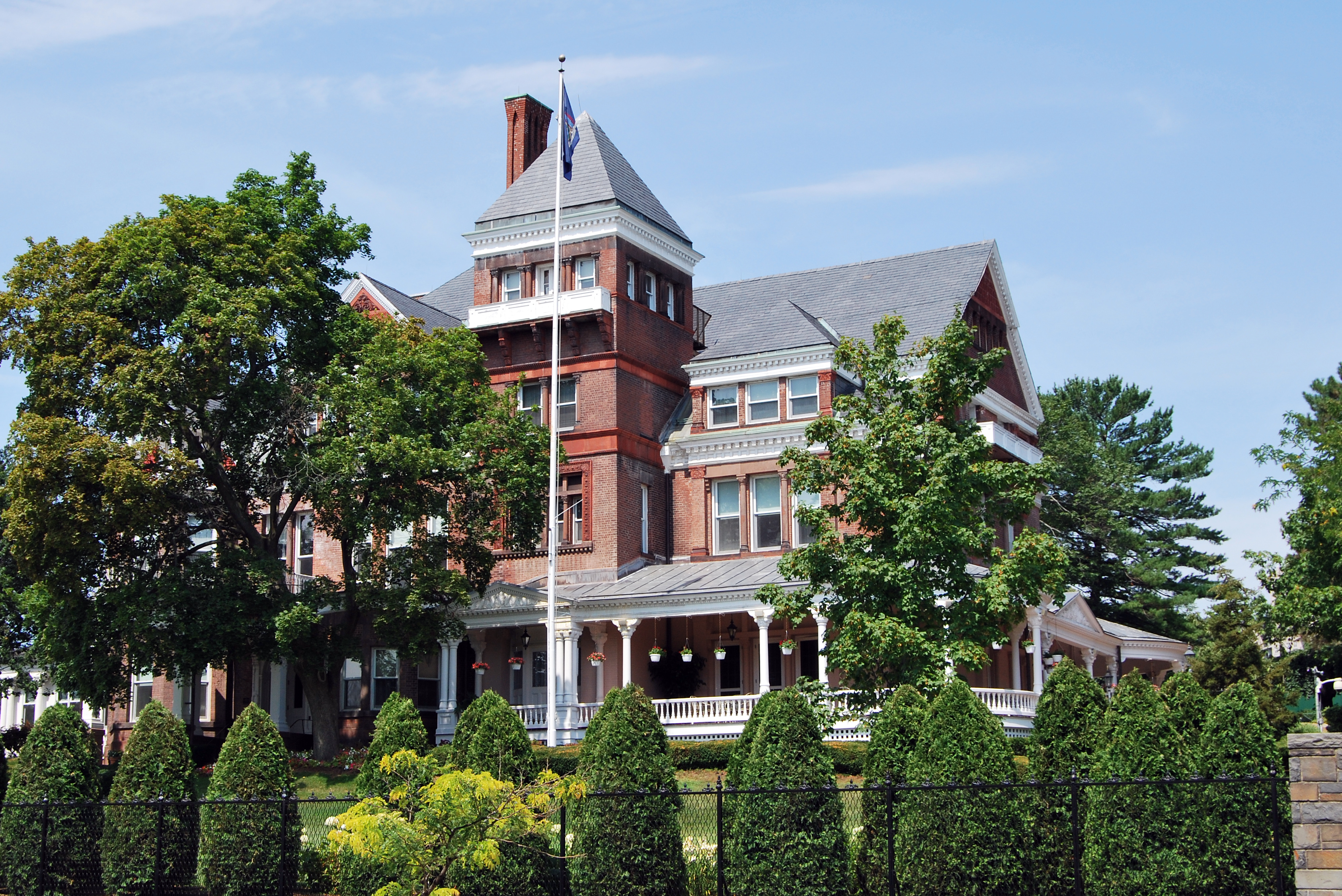
New York State Executive Mansion, Residenz des Gouverneurs von New York

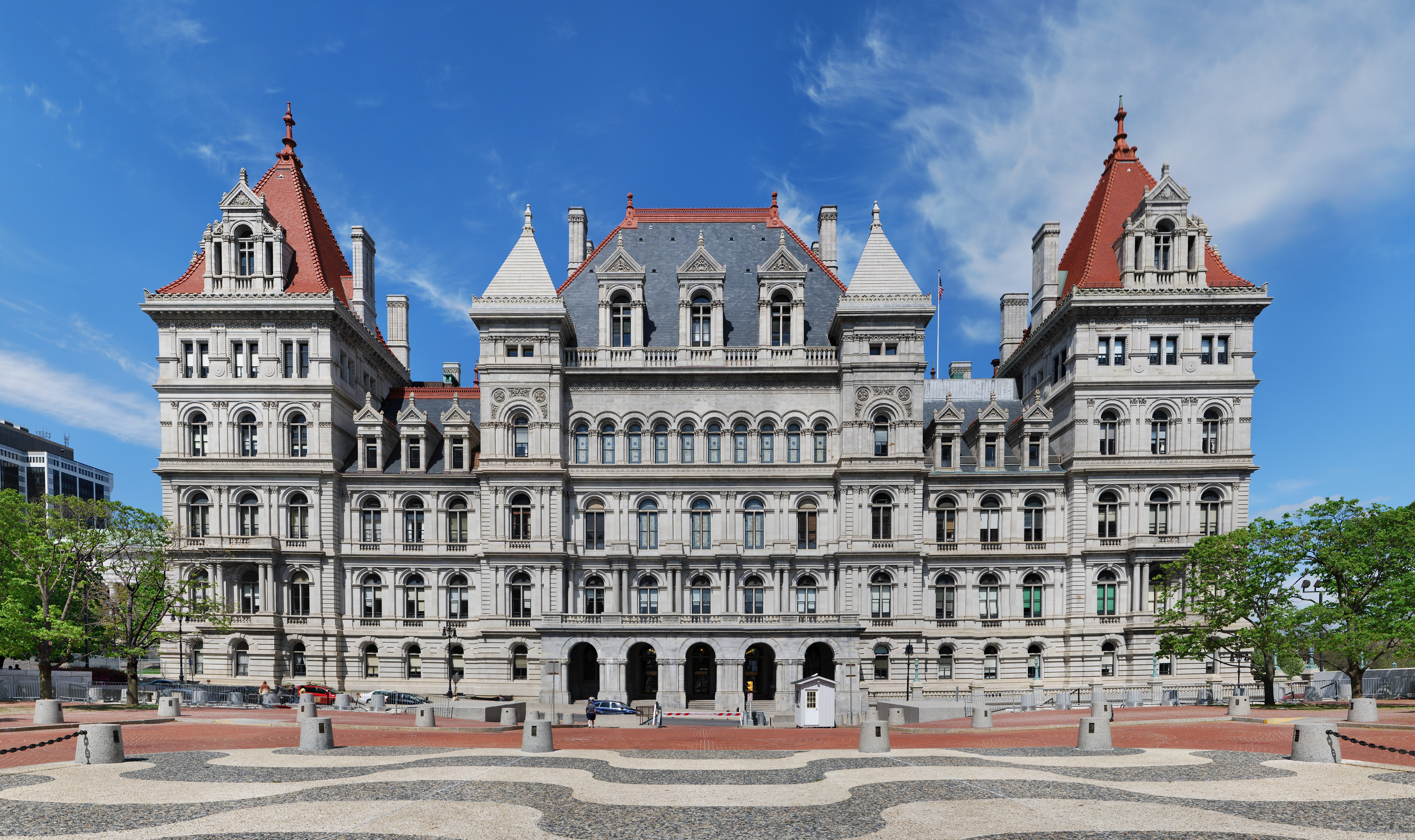
Das State Capitol in Albany, Sitz der Legislative

Gouverneurin des Bundesstaates ist seit dem 24. August 2021 Kathy Hochul von der Demokratischen Partei.
Der Gouverneur übt auf bundesstaatlicher Ebene die Exekutivgewalt aus, das heißt, er führt die Staatsregierung und bestimmt die Richtlinien der Politik. Er verfügt über das Begnadigungsrecht, ernennt hohe Beamte sowie Richter am bundesstaatlichen Verfassungsgericht und nimmt in der Gesetzgebung eine zentrale Rolle ein, indem er Gesetzesbeschlüsse unterzeichnet oder sein Veto einlegt. Ferner ist er Oberbefehlshaber der Nationalgarde von New York und vertritt den Bundesstaat nach außen. Der Gouverneur wird im Turnus von vier Jahren direkt vom Volk gewählt. Weitere wichtige Mitglieder der Exekutive sind der Vizegouverneur, der Attorney General, der Secretary of State und der State Treasurer (entspricht etwa einem Finanzminister).

### Bundesstaatliche Legislative
Die gesetzgebende Gewalt auf Ebene des Bundesstaates wird durch die New York State Legislature ausgeübt. Sie besteht aus einem Staatssenat mit 63 direkt gewählten Senatoren und der State Assembly mit 150 direkt gewählten Abgeordneten. Die Amtszeiten betragen vier bzw. zwei Jahre. Seit den Staatsparlamentswahlen 2018 verfügen die Demokraten in beiden Kammern über eine deutliche Mehrheit. Sitz der State Legislature ist das Kapitol in Albany, der Hauptstadt des Bundesstaates.

### Präsidentschaftswahlen und Kongress
Zwischen 1809 und 1972 war New York der Bundesstaat mit den meisten Wahlmännerstimmen im Electoral College der Präsidentschaftswahlen, liegt aber mittlerweile in dieser Hinsicht nur noch auf Platz vier hinter Kalifornien, Texas und Florida. Für die Demokratische Partei der USA besitzt der Staat große Bedeutung; er gilt als Hochburg der Demokraten und stimmte letztmals 1984 in einer Präsidentschaftswahl mehrheitlich für den republikanischen Kandidaten. Bei den letzten Wahlen erzielten die Demokraten in New York Ergebnisse, die stets knapp unter oder sogar über 60 Prozent lagen. Diese Konzentration beschränkt sich allerdings auf die Städte New York City, Buffalo und Rochester; die Landbevölkerung wählt – wie in anderen Staaten der USA auch – überwiegend republikanisch.
Erwähnenswert ist auch, dass New Yorker Republikaner, die in dem demokratisch geprägten Staat während der letzten zehn Jahre eine große Rolle gespielt haben, eher dem linken Flügel ihrer Partei zuzuordnen sind. Zu nennen sind hier George Pataki und Rudy Giuliani. Synonym als „moderater Republikaner“ ist der frühere US-Vizepräsident und Gouverneur des Staates New Yorks Nelson Rockefeller.
- Liste der Senatoren der Vereinigten Staaten aus New York
- Liste der Mitglieder des US-Repräsentantenhauses aus New York

### Mitglieder im 119. Kongress
|  | Name                              | Mitglied seit     | Parteizugehörigkeit |
|  | --------------------------------- | ----------------- | ------------------- |
|  | Nick LaLota                       | 2015              | Republikaner        |
|  | Andrew Reed Garbarino             | 2021              | Republikaner        |
|  | Thomas Richard Suozzi             | (2017–2023), 2024 | Demokrat            |
|  | Laura Gillen                      | 2025              | Demokrat            |
|  | Gregory Weldon Meeks              | 1998              | Demokrat            |
|  | Grace Meng                        | 2013              | Demokrat            |
|  | Nydia Margarita Velázquez Serrano | 1993              | Demokrat            |
|  | Hakeem Sekou Jeffries             | 2013              | Demokrat            |
|  | Yvette Diane Clarke               | 2007              | Demokrat            |
|  | Daniel Goldman                    | 2023              | Demokrat            |
|  | Nicole Malliotakis                | 2019              | Republikaner        |
|  | Jerrold Nadler                    | 1992              | Demokrat            |
|  | Adriano de Jesús Espaillat Cabral | 2017              | Demokrat            |
|  | Alexandria Ocasio-Cortez          | 2019              | Demokrat            |
|  | Ritchie John Torres               | 2021              | Demokrat            |
|  | George Latimer                    | 2025              | Demokrat            |
|  | Mike Lawler                       | 2023              | Republikaner        |
|  | Pat Ryan                          | 2022              | Demokrat            |
|  | Josh Riley                        | 2025              | Demokrat            |
|  | Paul David Tonko                  | 2009              | Demokrat            |
|  | Elise Marie Stefanik              | 2015              | Republikaner        |
|  | John Mannion                      | 2025              | Demokrat            |
|  | Nick Langworthy                   | 2025              | Republikaner        |
|  | Claudia Tenney                    | (2017–2019), 2021 | Republikaner        |
|  | Joseph D. Morelle                 | 2018              | Demokrat            |
|  | Tim Kennedy                       | 2024              | Demokrat            |

|  | Name                                | Mitglied seit | Parteizugehörigkeit |
|  | ----------------------------------- | ------------- | ------------------- |
|  | Kirsten Elizabeth Rutnik Gillibrand | 2009          | Demokrat            |
|  | Charles Ellis „Chuck“ Schumer       | 1999          | Demokrat            |

| Jahr | Kandidat (Gewinner)       | Prozent | Stimmen   | Kandidat (Verlierer)      | Prozent | Stimmen   |
| ---- | ------------------------- | ------- | --------- | ------------------------- | ------- | --------- |
| 2024 | Kamala Harris (D)         | 55,59   | 4.606.688 | Donald Trump (R)          | 43,07   | 3.569.346 |
| 2020 | Joe Biden (D)             | 60,86   | 5.230.985 | Donald Trump (R)          | 37,75   | 3.244.798 |
| 2016 | Hillary Clinton (D)       | 59,00   | 4.556.142 | Donald Trump (R)          | 36,51   | 2.819.557 |
| 2012 | Barack Obama (D)          | 63,35   | 4.485.877 | Mitt Romney (R)           | 35,17   | 2.490.496 |
| 2008 | Barack Obama (D)          | 62,88   | 4.804.945 | John McCain (R)           | 36,03   | 2.752.771 |
| 2004 | John Kerry (D)            | 58,36   | 4.314.280 | George W. Bush (R)        | 40,08   | 2.962.567 |
| 2000 | Al Gore (D)               | 60,22   | 4.113.791 | George W. Bush (R)        | 35,22   | 2.405.676 |
| 1996 | Bill Clinton (D)          | 59,47   | 3.756.177 | Bob Dole (R)              | 30,61   | 1.933.492 |
| 1992 | Bill Clinton (D)          | 49,73   | 3.444.450 | George H. W. Bush (R)     | 33,88   | 2.346.649 |
| 1988 | Michael Dukakis (D)       | 51,62   | 3.347.882 | George H. W. Bush (R)     | 47,52   | 3.081.871 |
| 1984 | Ronald Reagan (R)         | 53,84   | 3.664.763 | Walter Mondale (D)        | 45,83   | 3.119.609 |
| 1980 | Ronald Reagan (R)         | 46,66   | 2.893.831 | Jimmy Carter (D)          | 43,99   | 2.728.372 |
| 1976 | Jimmy Carter (D)          | 51,87   | 3.389.558 | Gerald Ford (R)           | 47,45   | 3.100.791 |
| 1972 | Richard Nixon (R)         | 58,54   | 4.192.778 | George McGovern (D)       | 41,21   | 2.951.084 |
| 1968 | Hubert H. Humphrey (D)    | 49,76   | 3.378.470 | Richard Nixon (R)         | 44,30   | 3.007.932 |
| 1964 | Lyndon B. Johnson (D)     | 68,56   | 4.913.156 | Barry Goldwater (R)       | 31,31   | 2.243.559 |
| 1960 | John F. Kennedy (D)       | 52,53   | 3.830.085 | Richard Nixon (R)         | 47,27   | 3.446.419 |
| 1956 | Dwight D. Eisenhower (R)  | 61,19   | 4.340.340 | Adlai Ewing Stevenson (D) | 38,78   | 2.750.769 |
| 1952 | Dwight D. Eisenhower (R)  | 55,45   | 3.952.815 | Adlai Ewing Stevenson (D) | 43,55   | 3.104.601 |
| 1948 | Thomas E. Dewey (R)       | 45,98   | 2.841.163 | Harry S. Truman (D)       | 45,00   | 2.780.204 |
| 1944 | Franklin D. Roosevelt (D) | 52,31   | 3.304.238 | Thomas E. Dewey (R)       | 47,30   | 2.987.647 |
| 1940 | Franklin D. Roosevelt (D) | 51,50   | 3.251.918 | Wendell Willkie (R)       | 47,95   | 3.027.478 |
| 1936 | Franklin D. Roosevelt (D) | 58,85   | 3.293.222 | Alf Landon (R)            | 38,97   | 2.180.670 |
| 1932 | Franklin D. Roosevelt (D) | 54,07   | 2.534.959 | Herbert Hoover (R)        | 41,33   | 1.937.963 |
| 1928 | Herbert Hoover (R)        | 49,79   | 2.193.344 | Alfred E. Smith (D)       | 47,44   | 2.089.863 |
| 1924 | Calvin Coolidge (R)       | 55,76   | 1.820.058 | John W. Davis (D)         | 29,13   | 950.796   |
| 1920 | Warren G. Harding (R)     | 64,56   | 1.871.167 | James M. Cox (D)          | 26,95   | 781.238   |
| 1916 | Charles Evans Hughes (R)  | 51,53   | 879.238   | Woodrow Wilson (D)        | 44,51   | 759.426   |
| 1912 | Woodrow Wilson (D)        | 41,27   | 655.573   | William Howard Taft (R)   | 28,68   | 455.487   |

### Umweltpolitik
Im August 2020 wurde vom New York State Department of Environmental Conservation ein Gesetzesvorschlag zur Reduzierung der Treibhausgasemissionen und damit zur Umsetzung des Climate Leadership and Community Protection Act veröffentlicht. Der Vorschlag sieht bis 2030 zunächst eine 40-prozentige Reduzierung von Methan und anderen schädlichen Gasen sowie bis 2050 eine Reduzierung um 85 Prozent vor. Zudem muss bis 2040 ein kohlenstofffreies Stromsystem geschaffen werden.

## Bildung
Der Staat New York ist ein bedeutender Bildungsstandort in den USA. Die wichtigsten staatlichen Universitäten sind in der State University of New York und der City University of New York zusammengefasst. Die bekanntesten privaten Hochschulen sind die Columbia University, die Cornell University und die New York University. Andere bekannte private Hochschulen sind die Fordham University, die Hofstra University, die Long Island University, die St. John’s University, die Syracuse University, die University of Rochester und die Yeshiva University. Weitere Hochschulen sind in der Liste der Universitäten in New York verzeichnet.

## Sport
In Lake Placid fanden 1932 und 1980 Olympische Winterspiele statt. Lake Placid ist damit einer von nur drei Orten, die die Winterspiele zweimal austrugen.

## Tourismus
Wichtige Ziele für die US-Amerikaner sind Long Island (viele Badestrände und große Fischvorkommen zum Angeln), einige kleine Orte in den Appalachen (Wintersportorte), sowie fast der gesamte Bundesstaat im Herbst, wenn im sogenannten Indian Summer die Blätter der Laubbäume viele verschiedene, außergewöhnlich intensive Farbtöne erhalten. New York City ist mit seinen vielen kulturellen Einrichtungen (Metropolitan Opera, Museum of Modern Art, Guggenheim Museum) und berühmten Bauwerken (Freiheitsstatue, Empire State Building, Chrysler Building) sehr interessant.
Insgesamt wird der Tourismus immer wichtiger, denn es wird wieder populärer, auf Long Island seinen Sommerurlaub zu verbringen. Die Anhebung der Flugpreise in den letzten Jahren ist der Grund dafür, dass viele US-Amerikaner nicht mehr in die Karibik oder noch weiter (z. B. nach Hawaii) fliegen. Die Wintersportgebiete sind noch sehr unzureichend erschlossen. Der Indian Summer ist nach wie vor populär.